# جام خیریه انگلستان ۲۰۰۲
 جام خیریه انگلستان ۲۰۰۲ ، ۸۰امین رقابت سالانه مابین قهرمانان لیگ برتر انگلستان و جام حذفی فوتبال انگلستان است. 
این مسابقه در تاریخ ۱۱ آگوست ۲۰۰۲ مابین تیم‌های لیورپول و آرسنال در ورزشگاه ملنیوم کاردیف برگزار شده‌است. تیم آرسنال در این مسابقه توانست با نتیجه یک بر صفر به پیروزی برسد.

## جزئیات مسابقه
| آرسنال    | ۱ – ۰ | لیورپول |
| --------- | ----- | ------- |
| سیلوا ۶۹' | گزارش |         |